# Марвелове Нетфликс телевизијске серије
Марвелове Нетфликс телевизијске серије представљају скуп међусобно повезаних Америчких веб телевизијских серија креиране за стиминг сервис Нетфликс, засноване на ликовима који се појављују у издању Marvel Comics. Продуциране од стране Marvel Television и ABC Studios, постављени су у Марвел Филмски Универзум (МФУ) (енгл. Marvel Cinematic Universe(MCU)) и признају континуитет филмова франшизе и других телевизијских серија. Марвел реферише ове серије у групе "Marvel Street-Level Heroes" или "Marvel Knights".
Уговор између Марвела и Нетфликса за продуцирање неколико међусобно повезаних серија је ступио на снагу у новембру 2013. године, са индивидуалним серијама Daredevil (2015-2018), Џесика Џоунс (2015–2019), Лук Кејџ (2016–2018), и Iron Fist (2017–2018) из којих је као врхунац настао серијал [[Браниоци (2017)|Браниоци (2017) (енгл. The Defenders)]]. Преокрет је настао од Daredevil, који је прешао у The Punisher (2017-2019), а који је настао у Априлу 2016. године. Све серије су снимане у држави Њујорк, тако формирајући највећу државниу телевизијску продуцентску кућу којој је придружено 161 епизода ових серијала. Глумци у серијама су Чарли Кокс као Мет Мердок у Daredevil, Кристен Ритер као Џесика Џоунс, Мајк Колтер као Лук Кејџ, и Фин Џоунс као Дени Ренд у Iron Fist, који сви заједно глуме у Браниоцима, као и Џон Бернтел у улози Френка Касла у филму The Punisher. Многи глумци имау улоге у више серија, укључујући Росарију Довсон која је потписала специјалан уговор са таквом понудом.
Верује се да је серија створила јаку гледаност за Нетфликс, који не објављује тачне детаље гледатеља, и добио је позитивне критике за своје спотове за МКУ. Постоји и нешто критика на серију, као на пример неконтинуитет у избацивању нових епизода. Нетфликс је отказао све серије до фебруара 2019, због тога што је, Марвеловa матична компанија, компанија Дизни припремала њен лични стриминг сервис Дизни+. Уговорно, Марвел мора да сачека две године пре него што буде у могућности да користи ликове из серија без Нетфликса.

## Развој
До октобра 2013. године, Марвел Телевизија припремала је четири драмске серије и минисерију, укупно 60 епизода, које би се приказивале на кабловским провајдерима или преко могућности видеа на захтев, а где су заинтересовани за репродукцију били Нетфликс, Амазон, и WGN Америка. У Новембру 2013. године, Марвелова матична компанија Дизни требало је да обезбеди Нетфликсу уживо серију засновану на Daredevil-у, Џесики Џоунс, Iron Fist-у и Лук Кејџ-у, што је предходило настанку минисерије Браниоци. Извршни директор Дизнија Боб Игер је објаснио да је Дизни одабрао Нетфликс за премијере серија када су схватили да би публика овог стриминг сервиса омогућила "раст популарности самих ликова".
Шеф Марвел Телевизије Џеф Леб је касније изјавио да Марвел није "заинтересован да направи четири лика и нада се да ће једног дана сви моћи да се окупе. Нетфликс је заиста схватио шта желимо да урадимо. Врло су отворени за режисере који можда немају исту прилику у емитовању телевизије. Сам појам свих 13 епизода одједном, посебно у сериализованом приказивању, је веома привлачан." Леб је такође додао да су четири лика "позајмила свету" због својих односа и заједничког места где се налазе, Њујорк Ситија у стриповима, али да ће појединачне серије бити другачије једна од друге, јер "ликови имају различите проблеме, различита питања, различита осећања једни према другима". Леб је дао као пример Марвел Филмски Универзум (МФУ) и њихове филмове Капетан Америка:Снежни ратник (енгл. Captain America: The Winter Soldier ) и Чувари галаксије(енгл. Guardians of the Galaxy) (оба настала 2014. године), за које је изјавио, "Не могу да замислим два филма која су толико различита осим ова два филма, а опет толико подсећају на Марвел... у смислу "Оу, то је и даље исти универзум у ком се налазим.""
Писац, глумац и продуцент у Марвелу Џо Кесада је потврдио у априлу 2014. године да ће Нетфликсове серије бити придодате МФУ-у. Леб је објаснио да "се унутар Марвел универзума налазе на хиљаде хероја свих облика и величина, али да су Avengers ту да спасу универѕум и Daredevil да спасе комшилук... То заузима место у Марвел Филмски Универзум. Све је то повезано, али то не подразумевано значи да би ми гледали у небо и видели Iron Man. То је само други део Њујорка који ми још нисмо видели у Марвеловим филмовима."  У Јануару 2015. године, оперативни директор Нетфликса Тед Сарандос је изјавио да је Нетфликс планирао избацивање по једне Марвелове серије годишње након премијере Daredevil у Априлу 2015. године. Годину дана касније, Сарандос је додао да је заказивање премијера Марвел Нетфликс серија у зависности од "дугог времена продукције и дугог пост-продукционог времена. У неким случајевима, када имамо кросовер ликове, то отежава управљање продукцијом. Није циљ објавити више од једне или две серије сваке године ... Најсложенији су The Defenders. Распоред продукције The Defenders ће доста зависити од развоја друге и треће сезоне овог серијала. "Назначио је и неке преокрете као на пример „да би сви ликови у универзуму могли да се претворе у сопствену серију", са Нетфликсовим The Punisher, преокретом Daredevil (Дердевил).

## Серије
| Серија           | Сезона | Епизода | Датум премијере            | Продуцент                        |
| ---------------- | ------ | ------- | -------------------------- | -------------------------------- |
| Daredevil        | 1      | 13      | 10. април 2015. године     | Стивен С. ДеНајт                 |
| Daredevil        | 2      | 13      | 18. март 2016. године      | Даг Петри и Марко Рамирез        |
| Daredevil        | 3      | 13      | 19. октобар 2018. године   | Ерик Олесон                      |
| Џесика Џоунс     | 1      | 13      | 20. новембар 2015. године  | Мелиса Розенберг                 |
| Џесика Џоунс     | 2      | 13      | 8. март 2018. године       | Мелиса Розенберг                 |
| Џесика Џоунс     | 3      | 13      | 14. јун 2019. године       | Мелиса Розенберг и Скот Рејнолдс |
| Лук Кејџ         | 1      | 13      | 30. септембар 2016. године | Чео Ходари Кокер                 |
| Лук Кејџ         | 2      | 13      | 22. јун 2018. године       | Чео Ходари Кокер                 |
| Гвоздена песница | 1      | 13      | 17. март 2017. године      | Скот Бак                         |
| Гвоздена песница | 2      | 10      | 7. септембар 2018. године  | М. Равен Мецнер                  |
| Браниоци         | 1      | 8       | 18. август 2017. године    | Марко Рамирез                    |
| Кажњивац         | 1      | 13      | 17. новембар 2017. године  | Стив Лајтфут                     |
| Кажњивац         | 2      | 13      | 18. јануар 2019. године    | Стив Лајтфут                     |

### Daredevil (2015-2018)
Главни чланак: Daredevil (TВ серија)
Адвокат Мет Мердок свакодневно користи своја изоштрена чула, јер је слеп још од малена, да би се борио против криминала ноћу на улицама Паклене Кухиње као Daredevil, суочен с јачањем криминалног лорда Вилсоном Фиском. Мердок на крају укршта путеве са Френком Каслом (Панишер), упознатим с далеко смртоноснијим методама, и дочекује повратак своје старе девојке, Електре Наћос. Када је Вилсон Фиск отпуштен из затвора, Мердок мора да одлучи да ли ће да се крије од света или да прихвати свој живот као херој осветник.
У децембру 2013. године, Марвел је најавио да ће Дру Годар постати нови извршни продуцент Daredevil, и да ће писати и режирати прву епизоду, до краја маја 2014. године, Годар више неће бити на месту продуцента серије и замениће га Стивен С. Денајт. Годар, кои је написао прве две епизоде, остаје на серији као извршни продуцент. Неколико дана касније, Чарли Кокс је добио улогу Daredevil. Друга сезона је наручена 21. априла 2015. године, где су улоге продуцената од Денајта, преузели Даг Петри и Марко Рамирез, који нису могли да се врате у серију због обавеза. Прећа сезона је наручена у јулу 2016. године, са Ериком Олесоном као продуцентом серије у октобру 2017. године.
Прва сезона је у целости дебитовала 10. априла 2015. године. У њој су представљени Осветници(енгл. The Avengers ) (2012), и помиње се Карл "Крашер" Крил, лик из МФУ серије Агенти Штита(енгл. Agents of S.H.I.E.L.D.). Назнаке за Steel Serpent, антагонисту Гвоздене песнице (енгл. Iron Fist) такође се виде у сезони. У другој сезони, која је премијерно приказана 18. марта 2016, представљена је мото банда Пси из пакла (енгл. Dogs of Hell), која се такође појавила и у Агентима Штита(енгл. Agents of S.H.I.E.L.D.), заједно са бројним назнакама на догађаје прве сезоне Џесике Џоунс. Џон Бернтал, глумац који тумачи улогу, Френка Касла(енгл. The Punisher), је најавио своју властиту серију, док су Мишел Хурд и Кери-Ана Мос поновили своје улоге Саманте Рејес и Џери Хогарт из серије Џесика Џоунс. Трећа сезона је објављена 19. октобра 2018.

### Џесика Џоунс (2015—2019)
Главни чланак: Џесика Џоунс (TВ серија)
Бивша суперхероина Џесика Џоунс пати од пост-трауматског стресног поремећаја, па отвара властиту детективску агенцију за помоћ људима. Почиње да саставља свој живот након сусрета са Kilgrave, преузевши нови случај због којег се нерадо суочава са својом прошлошћу.
У новембру 2013. Мелиса Розенберг проглашена је псцем и извршном продуцентом серије, а следећег марта Леб је изјавио да ће снимање филма почети након Daredevil. Децембра 2014, Кристен Ритер је глумила Џесику Џоунс у серији. Друга сезона је наручена 17. јануара 2016, а трећа 12. априла 2018. Скот Рејнолдс се у трећој сезони придружио Росенберговој као заменик директора.
Прва сезона, која је у целости дебитовала 20. новембра 2015, садржи неговештаје на догађаје и ликове The Avengers, и колегу Мајка Колтера као Лука Кејџа пре него што је насловио сопствену серију. Розарио Досон понавља своју улогу у Daredevil као Клара Темпл, као и Ројс Џонсон у својој улози Брета Махонија. У другој сезони, која је објављена 8. марта 2018. године, Елден Хенсон понавља своју улогу Френклина "Магленог" Нелсона, као и Роб Морган као Турк Барет и Тихуана Рикс као Темби Валас. Трећа сезона је објављена 14. јуна 2019. године.

### Лук Кејџ (2016-2018)
Кад му саботирани експеримент даје супер снагу и нераскидиву кожу, Лук Кејџ постаје бегунац који покушава да обнови свој живот у Харлему и ускоро се мора суочити са својом прошлошћу и мора да се бори за срце свог града. Након што је очистио своје име, Кејџ постаје херој и славна личност у Харлему, само да би наишао на нову претњу која га тера да доведе у питање линију између хероја и зликовца.
Колтер репризира своју улогу Лука Кејџа у сопственој серији. У марту 2014. Леб је изјавио да ће серија почети да се снима након серије Iron Fist, која је четврти део серије. До марта 2015, уместо ње на распореду је трећа појединачна серија, која је започела продукцију после Џесике Џоунс. Серија је замењена са серијом Iron Fist након позитивног пријема који је Лук Кејџ примио о Џесики Џоунс, тако постајући звезда те серије и Марвел је желео да "задржи тај моменат". Такође у марту, Чо Ходари Кокер је проглашен за директора и извршног продуцента серије. Друга сезона наручена је 3. децембра 2016.
Прва сезона, која је премијерно приказана 30. септембра 2016, садржи назнаке на Осветнике(енгл. The Avengers), другу сезону Daredevil, прву сезону Џесике Џоунс и флајер за часове борилачких вештина Колине Винг, а спомиње се и Џастин Хамер, Вилсон Фиск и Франк Касл. Њихове улоге у сезони серије репризирали су Давсон као Темпл, Морган као Барет, Рејчел Тејлор као Триш Вокер, Стефн Рајдер као Блејк Тауер, Париша Фиц-Хенли као Рева Конорс, и Дени Џонсон као Бен Донован. Друга сезона, која је премијерно приказана 22. јуна 2018. године, садржи назнаку на детектива Бриџит О’Рајли из Марвелове серије Огртач и бодеж(енг. Cloak & Dagger). Фин Џоунс, Џесика Хенвик, и Хенсон понављају своје улоге као Дени Ренд, Колин Винг и Фоги Нелсон у сезони.

### Гвоздена песница (2017–2018)
Дени Ренд се враћа у Њујорк, након што је нестао пре петнаест година, да би повратио своју породичну компанију. Међутим, када се појави претња, Ренд мора да бира између наслеђа своје породице и своје дужности као Гвоздена песница.
У марту 2014. Леб је изјавио да ће серија почети да се снима након Џесике Џоунс, као трећа од појединачних серија. До марта 2015. године, очекивало се да ће то бити четврта од појединачних серија, која ће ући у продукцију након Лука Кејџа. Серија је замењена са серијом Лук Кејџ након позитивних реакција које је Лук Кејџ примио на тему Џесике Џоунс, тако постајући звезда те серије и Марвел је желео да се „настави тим ритмом“. У децембру 2015. године Марвел је објавио да ће Скот Бак бити директор и извршни продуцент серије. У фебруару 2016. године Фин Џоунс је постављен за улогу Ренда. Откривено је да је друга сезона у развоју у јулу 2017. године, где је Рејвен Мецнер најављен као нови директор за сезону, и он је заменио Бака у тој улози.
Прва сезона, која је премијерно приказана 17. марта 2017, помиње догађаје из Осветника, Хулка, Старк Индустрије, Џесике Џоунс, Daredevil-а, Лука Кејџа и затвора Seagate, и помиње бајкерску банду Псе из Пакла, главни уредник New York Bulletin-а Мичел Елисон и новинарка Карен Пејџ, Roxxon Oil, и Midland Circle. Догађаји из друге сезоне Daredevil-а такође су примећени у целој првој сезони. Њихове улоге у сезони репризирају Мос као Хогар, Давсон као Темпл, Ви Чинг Хо као Гао, Маркиз Родригез као Дерил, Тихуана Рикс као Темби Валас и Сузан Х. Смарт као Ширли Бенсон. У другој сезони, која је објављена 7. септембра 2018. године, Симон Мисик је поновно одиграла своју улогу као Магловити Витез(енгл. Misty Knight).

### Браниоци (2017)
Суперероји Daredevil, Џесика Џоунс, Лук Кејџ и Iron Fist се удружују у Њујорку.
Браниоци(енгл.The Defenders ) виде Кокса, Ритера, Колтера и Џоунса, који су репризирали своје улоге као Мет Мердок / Daredevil, Џесика Џоунс, Лук Кејџ и Дени Ренд / Iron Fist, из претходних телевизијских серија. У марту 2014, Леб је изјавио да ће минијатуре отпочети са снимањем након Iron Fist-а. У априлу 2016. године Марвел је објавио да ће Даглас Петри и Марко Рамирез бити у улози директора ове серије. Међутим, почетком снимања у Њујорку, у октобру 2016. године, Петри је напустила серију као копродуцент. Снимање је завршено у марту 2017. Осма епизода премијерно је приказана 18. августа 2017. године.
У минијатријама се такође јављају многи пратећи ликови из појединачних серија који репризирају своје улоге, укључујући Дебру Ен Вул, Хенсона, Скота Глена, Елоди Јанг, Ека Дарвила, Моса, Теилора, Симон Мисик, Џесику Хенвик, Давсона, Хоа, Рамона Родригеза, Питера МекРобија, Моргана, Ејми Рутберг, Сузан Верон и Никол Ијанети као Карен Пeјџ, Фоги Нелсон, Стик, Електра Наћос, Малолм Дукејс, Џери Хогарт, Триш Вокер, Мисти Најт, Колин Винг, Клер Темпл, Гао, Бакуто, Лантом, Турк Берет, Мерси Стол, Џејси и Николе, редом. Midland Circle, на који се позива у претходној Нетфликовој серији, откривено је да то представља операцију Руке(енгл. Hand), која је купила зграду у потрази за животном супстанцом скривеном испод имања. У минисерији се помињу и догађаји Осветника.

### Кажњивац (2017—2019)
Главни чланак: The Punisher (TВ серија)
Френк Касл је проганан и бива ухођен након убиства своје породице и постаје зликовац познат у злочиначком подземљу као "Кажњивац"(енгл. Punisher), који има за циљ да се бори против криминала на било који начин.
До јануара 2016. године, уочи дебија Бернтала као наоружани зликовац у другој сезони Френк Касл / Punisher у другој сезони Daredevil-а, Нетфликс је био у „врло раном развоју“, те прекретне серије и тражио је директора серије. Серија би била усредсређена на Бернтала као Касла, а била је описана као самостална серија, изван серије која води до Осветника(енгл. The Defenders). Леб је наговештавао да Марвел Телевизија(енгл. Marvel Television) није подстакла развој спиноф серије и фокусирала се на то да направи „најбољих 13 епизода друге сезоне Daredevil -а“, у то време, али је рекао, „Никада нећу обесхрабрити мрежу гледалаца да гледа једног од наших ликова и подстиче нас да радимо више .... Ако будемо имали довољно среће да кроз писање, кроз режију, кроз глумце, људи желе да виде више те особе, то би било сјајно. ". У априлу 2016, Марвел и Нетфликс су наручили серију The Punisher, заједно са потврдом Бернталове умешаности и именовањем Стива Лајтфута за директора серије. Снимање је почело у Бруклину у Њујорку у октобру 2016. године, а завршено је у априлу 2017. године. Друга сезона је наручена 12. децембра 2017.
У првој сезони, која је објављена 17. новембра 2017. године, Вул и Морган репризирају своје улоге, као Карен Пејџ и Турк Берет. Друга сезона је објављена 18. јануара 2019. године.

## Понављајуће улоге и карактери

### Индикатори табеле
У овом одељку су приказани ликови који ће се појавити или су се појавили у најмање две серије или као глумци главне улоге за најмање једну од њих.
- Празна, тамно сива ћелија указује да лик није био у серији или да службено присуство лика још увек није потврђено.
- Г-означава наступ гостију у сезони.
- Р-означава понављајућу улогу у сезони.

| Карактер                    | Daredevil      | Џесика Џоунс   | Лук Кејџ       | Гвоздена песница | Браниоци       | Кажњивац      |
| --------------------------- | -------------- | -------------- | -------------- | ---------------- | -------------- | ------------- |
| Бакуто                      |                |                |                | Рамон Родригез   | Рамон Родригез |               |
| Лук Кејџ                    |                | Мајк Колтер    | Мајк Колтер    |                  | Мајк Колтер    |               |
| Френк Касл                  | Џон Бернтал    |                |                |                  |                | Џон Бернтал   |
| Малколм Дукејс              |                | Ека Дарвил     |                |                  | Ека Дарвил     |               |
| Џери Хогар                  | Кери-Ен МоссГ  | Кери-Ен Мосс   |                | Кери-Ен МоссГ    | Кери-Ен МоссГ  |               |
| Џесика Џоунс                |                | Кристен Ритер  |                |                  | Кристен Ритер  |               |
| Мерцедес "Магловита" Најт   |                |                | Симон Мисик    | Симон Мисик      | Симон Мисик    |               |
| Мет Мердок                  | Чарли Кокс     |                |                |                  | Чарли Кокс     |               |
| Електра Наћос               | Елоди Јанг     |                |                |                  | Елоди Јанг     |               |
| Френклин "Магловити" Нелсон | Елден Хенсон   | Елден Хенсон   | Елден Хенсон   |                  | Елден Хенсон   |               |
| Карен Пејџ                  | Дебра Ен Вулф  |                |                |                  | Дебра Ен Вулф  | Дебра Ен Вулф |
| Дени Ренд                   |                |                | Фин Џоунс      | Фин Џоунс        | Фин Џоунс      |               |
| Стик                        | Скот ГленР     |                |                |                  | Скот Глен      |               |
| Клер Темпл                  | Розарио Давсон | Розарио Давсон | Розарио Давсон | Розарио Давсон   | Розарио Давсон |               |
| Блејк Тауер                 | Стивен Рајдер  |                | Стивен Рајдер  |                  |                |               |
| Патриша "Триш" Вокер        |                | Рејчел Тејлор  | Рејчел Тејлор  |                  | Рејчел Тејлор  |               |
| Колин Винг                  |                |                | Џесика Хенвик  | Џесика Хенвик    | Џесика Хенвик  |               |

## Гледаност
| Серије           | Сезона | Трули парадајиз(енгл. Rotten Tomatoes) | Метакритик(енгл. Metacritic) |
| ---------------- | ------ | ----------------------- | ------------------ |
| Daredevil        | 1      | 99% (71 оцена)          | 75 (22 оцене)      |
| Daredevil        | 3      | 97% (64 оцена)          | 71 (6 оцена)       |
| Џесика Џоунс     | 1      | 94% (80 оцена)          | 81 (32 оцене)      |
| Лук Кејџ         | 1      | 90% (72 оцене)          | 79 (30 оцена)      |
| Лук Кејџ         | 2      | 85% (62 оцене)          | 64 (13 оцена)      |
| Џесика Џоунс     | 2      | 83% (86 оцена)          | 70 (19 оцена)      |
| Daredevil        | 2      | 81% (57 оцена)          | 68 (13 оцена)      |
| Браниоци         | 1      | 78% (100 оцена)         | 63 (30 оцена)      |
| Џесика Џоунс     | 3      | 74% (38 оцена)          | 65 (7 оцена)       |
| Кажњивац         | 1      | 67% (78 оцена)          | 55 (26 оцена)      |
| Кажњивац         | 2      | 60% (35 оцена)          | 58 (6 оцена)       |
| Гвоздена песница | 2      | 55% (47 оцена)          | 39 (6 оцена)       |
| Гвоздена песница | 1      | 20% (84 оцене)          | 37 (21 оцена)      |

Изласком друге сезоне Daredevil-а, Брајан Ловри из Variety-а је осетио да је Нетфликсова серија „на препад већ прескочила из АБЦ-ове серије у Марвел свемир у смислу њихове привлачности, делом упадајући у страсну базу обожаватеља који подржавају моделе плаћања и не захтевају да буду "храњени на кашичицу"“. У процесу су показали да је могуће да се прикаже кредибилна емисија суперхероја без пуно пиротехничких средстава.". Након изласка Џесике Џоунс, Дејвид Пристна из c|net написао је да серија спашава "Марвел од себе самог... Џесика Џоунс прави велике кораке напред у смислу теме, заната и различитости. На првом месту је добра прича, а на другом месту је добар шоу суперхероја. И по први пут се чини да МЦУ делује као да има своју улогу.". За Пола Тасија и Ерика Кејна из Forbes-а, гледајући серије, натерали су их на преиспитивање МЦУ-а, с тим да је Кејн осећао да "морално сложен, насилан, мрачан свет од Џесике Џоунс нема места у МЦУ... тренутно МЦУ задржава серије попут Џесике Џоунс и Daredevil-а, док те емисије МЦУ-у апсолутно ништа не доприносе.". Теси је отишао толико далеко да се пита шта је "смисао Marvel Cinematic Universe-а", жалећи на недостатак главних кросовера у франшизи и рекавши да је Џесика Џоунс "толико удаљена од света The Avengers, можда и неће бити у истом свемиру уопште... не разумем смисао МЦУ-а, ако ће све да остане раздвојено у овим малим кутијама.". Супротно томе, Ерик Франциско из Инверса је назвао недостатак отворених веза са МЦУ-ом Џесике Џоунс. Поред тога што је показао колико је физички широм отворен домет МЦУ-а, Џесика Џоунс такође доказује тематску трајност МЦУ-а."
Након изласка прве сезоне Лука Кејџа, Дејвид Симс из Антлантика је истакао темпо Марвелове Нетфликс серије, што је уобичајена жалба критичара свих серијала, рекавши: "После две сезоне Daredevil-а, једне од Џесике Џоунс, а сада једна од Лука Кејџа, Нетфликсов модел се осећа суштински промашеним, охрабрујући врсту стрипова који се споро цртају осмишљене за избегавање. Проблем није у томе што су ове емисије нужно лоше ... Али све им треба предуго времена да се пробију, у том тренутку ће се многи гледаоци већ пронаћи." Један од проблема био је чињеница да се Нетфликс не ослања на гледаоце који се уклапају у одређену серију као што то емитују сваке недеље, већ на претплатнике који, уколико изгубе интересовање, "могу потрајати онолико колико желе да би ухватили корак... све док сваког месеца плаћају претплату." Нетфликсова серија такође нуди прилику да детаљније истражите елементе, при чему Симс примећује: „Много ових детаља је добро, али могло је да буде знатно сажето - ниједна од Марвелових Нетфликс серија до сада не би изгубила много ако се угурају у 10 епизода или чак 8. Ако би Нетфликс прилично смањио 60-минутно трајање епизоде, вероватно ће инспирисати економичније - и боље - приказивање својих емисија." Симс је закључио рекавши: "Оно што највише фрустрира гледаоце од свега је то што се Нетфликс неће ускоро прекидати са овим приступом. Трећа сезона Daredevil-а, друга сезона Џесике Џоунс, Iron Fist иThe Punisher сви су на путу, и сваки ће добити исту структуру од 13 епизода ... Једини предах може доћи у облику The Defenders-а, планиране кросовер серије... током само осам епизода. Ко зна? Емисија би могла чак изненадити гледаоце и објаснити мотивацију свог негативца у року од првих сат времена. До тада, фанови ће бити заглављени беспотребно проводећи по читаве дане гледајући ове серије, док се други одвраћају од гледања уопште."
У својој рецензији за прву сезону Iron Fist-а, Алисон Кин из Collider-а је говорила о Марвел Нетфликс серији у „више приземном тону“ од онога што обично очекујемо у емисији суперхероја“, који недостаје кључни елемент који се очекује од суперхеројских серија: „ово би требало да буде фантастична забава“. Џеф Јенсен из Entertainment Weekly-а је изјавио да су многа побољшања уведена као одговор на уобичајене притужбе које су претходне сезоне добијале. Рекао је: "Браниоци(енгл. The Defenders) су далеко од савршеног. Али, то је пријатна суперхеројска авантура која се одликује побољшањима и иновацијама за које се надам да ће Марвел наставити даље да развија. Краће сезоне. Више састава тима. Мањи број емисија. Почетак консолидације пуштањем Iron Fist-а. Ако Дени Ренд мора да истраје, додајте га у друге емисије и пустите јаче глумце да га носе."

## Могући пројекти и кросовери

### Телевизијске серије
Нетфликсов креативни директор Тед Сарандош изјавио је у јануару 2016. да би "сви ликови у свемиру" могли добити сопствену издвојену серију, и тог јула додао да је Нетфликс био отворен за истраживање МЦУ-а изван серије Defenders, укључујући потенцијалне кросовер серије са АБЦ-овом серијом Марвел. Нетфликсова потпредседница оригиналног садржаја Синди Холанд поновила је у јулу 2018. године да су увек постојале расправе о стварању више преокрета за ликове из њихове Марвел серије. Тог септембра, Леб је изјавио да би волео да направи серију Змајеве ћерке(енгл. Daughters of the Dragon) за Нетфликс, у којој учествују Крило ирске девојке(енгл. Colleen Wing) Џесике Хенвик и Витез магле(енгл. Misty Knight) Симоне Мисик.

### Играни филмови
Када је у новембру 2013. године најављен Марвел-Нетфликс уговор, Игер је наговестио да ће, уколико се ликови покажу популарним, моћи да играју у играним филмовима. У марту 2015, Леб је изјавио да ће серија почети самостално јер "публика мора да разуме ко су сви ти ликови и шта је свет био пре вас тек онда се можете почнети мешати". Кевин Фиџ, из Марвел Студија(енгл. Marvel Studios), у септембру 2015. године, рекао је да су филмови који се односе на телевизијску серију неизбежни, али "распореди се не подударају увек како би то било могуће, обзиром да када бисмо почели да радимо филм, већ би били на средини са материјалом - кроз само једну сезону. Кад изађе наш филм, они би били на почетку следеће сезоне."
У априлу 2016. године, Марвел Студио(енгл. Marvel Studios) је открио да ће се Алфре Вудард појавити у филму Капетан Америка: Цивилни рат (2016) (енгл. Captain America: Civil War), пошто је већ глумио Мараја Дилард у филму Лук Кејџ претходне године. Ово је "подстакло наде да ће Марвел моћи да обједини свој филм и Нетфликс етар", са "једном од првих и најјачих веза" између њих двојице. Међутим, писци филма Капетан Америка: Цивилни рат (2016) (енгл. Captain America: Civil War) Кристофер Маркус и Стефн МекФили открили су да ће Вудард филму уместо њега приказати Мириам Шарп, објашњавајући да је глумљена на предлог Роберта Дауни Јуниора, и да нису сазнали за њену глуму у Луку Кејџу до касније. Ово није први пут да глумци играју у више улога у МЦУ, али овај кастинг су назвали "значајним", а многи су га доживљавали као "разочаравајући" показатељ да "све веће поделе" и "недостатак задовољније сарадње "између Марвел Студија(енгл. Marvel Studios) и Марвел Телевизија након корпоративног престроја компаније  Marvel Entertainment у септембру 2015. године због којег је Марвел Студио постао засебан у Дизнију.
Ерик Керол, продуцент филма [[Спајдермен: Повратак кући|Човек паук: Повратак кући (2017) (енгл. Spider-Man: Homecoming)]], сматрао је да би увођење Spider-Man-а са седиштем у Квинсу у МЦУ било „заиста забавно“ спомињати се Браниоцима(енгл. Defenders) са Менхетна, додајући, „дефинитивно је карта коју бих волео да видим одиграну, ако не сад, онда касније.". Винсент Д'Онфрио, који приказује Вилсона Фиска у Daredevil-у, у јануару 2017. рекао је да би" волео да се пребаци на филмове, али ја мислите да је поприлично речено да се то неће догодити. Или барем не веома, веома дуго. " Д'Онфрио је навео раније Фејџово предходно резоновање, као и чињеницу да су филмови већ имали потешкоћа "доводити велике ликове да би им морали служити у писању", а са додавањем ликова из телевизијске серије било би "превише превише ликова" од филмова "покушавали су да већ схвате како више индивидуализирати и истовремено водити Осветнике(енгл. The Avengers)". Леб је у октобру рекао да телевизијска серија не приказује Avengers Tower у Њујорку као што то чине филмови, јер је Марвел Телевизија желела да буде "мање специфична" у односу својих ликова према торњу и указала је да "то може бити на било ком углу улице ... где не бисте могли видети торањ, иако он постоји."
Када је Фиџ први пут најавио кросовер филм Осветници: Бескрајни Рат (2018) (енгл. Avengers: Infinity War), рекао је да "сигурно" постоји могућност да се ликови из Нетфликсове серије појаве у том филму, а глумци попут Кристен Ритер из Џесике Џоунс изразили су интересовање да раде то. Daredevil-ов Чарли Кокс открио је да су он и остали глумци са Марвел Телевизије према уговору били обавезни да се појаве у филму Марвел ако се од њих то затражи. Директор филма Avengers: Infinity War, Ентони Русо, изјавио је да би укључивање телевизијских ликова у тај филм било компликовано тако што ће Марвел Студио и Марвел Телевизија имати посебан надзор. „Најкраће разматрање“ о укључивању телевизијских ликова у филм је на крају урађено, али режисери су изјавили да је то „практично немогуће“, и одлучили су само да се усредсреде на прелазак ликова из претходних филмова.

## Отказивања и будућност
Октобра 2018. године Нетфликс је отказао Гвоздену песницу(енгл. Iron Fist), а из компаније  Deadline Hollywood јавио је да Дизни размишља о оживљавању серије на свом стреаминг сервису Дизни+. Сарандос је потврдио да су серију Нетфликса могли да обнове или откажу, ако желе, а компанија је била "супер задовољна досадашњим перформансама других серија". Упркос томе, Лук Кејџ је отказао пренос недељу дана после Гвоздене песнице(енгл. Iron Fist). Холивудски рок је известио да нема планова за оживљавање серије на Диснеи + као Гвоздена песница(енгл. Iron Fist). Убрзо након тога, крајем новембра 2018. године, Нетфликс је отказао Daredevil-а, а Deadline Hollywood је поново објавио да постоји потенцијал да се серија оживи на Дизни+. Супротно томе, The Hollywood Reporter је сматрао да је мало вероватно да ће серија бити оживљена на Дизни+, а такође је приметио да ће друге две преостале серије у то време (Jessica Jones и The Punisher) остати на Нетфликсу "док не крену својим преносима". Variety је додао да се, према првобитном споразуму између Марвела и Нетфликса за серију, ликови не могу појавити у ниједној Нетфликсовој серији или филмовима најмање две године након отказивања. Кевин А. Мајер, председавајући у Walt Disney Direct-to-Consumer and International, приметио је да, иако о њему још није било речи, постоји могућност да би Дизни+ могао да оживи отказану Нетфликс серију. Нетфликс је отказао филмове Jessica Jones и The Punisher 18. фебруара 2019. године.
Леб је у августу 2019. изјавио да је Марвел Телевизија "заслепљена" отказивањем серије која "још није била готова", а компанија је веровала да би за њих ситуација могла бити крај, док им не наруче неколико нових серија од стране компаније Хулу на основу сличног модела оригиналног Марвел-Нетфликс договора. Леб је рекао да Марвел Телевизија развија будуће серије које би се могле класификовати као "Марвелови улични хероји(енгл. Marvel Street-Level Heroes)" или "Марвел Витезови(енгл. Marvel Knights)" серије баш као што је то била серија Марвел-Нетфликс. Он је додао, "али ипак историја ће памтити причу, једино што нам је важно јесте да смо имали прилику да променимо телевизију тако што смо окупили четворицу јунака, који су се тада придружили групи".